# 林奕勳
林奕勳（1982年10月1日—），暱稱“海狗”，台灣貝斯手、詞曲作家、演員。大學時期自組樂團《黑膠52》擔任主唱兼貝斯手，之後歷任《神棍樂團》、《扎一針樂團》、《騷包樂團》、《強辯樂團》、《胖虎樂團》貝斯手。目前為《體熊專科》貝斯手，臉書社團「神經病大叔復健班」&「神經病媽媽復健班」班長。

## 音樂作品
- 2009年 神棍樂團《萬佛朝宗》[4]
- 2013年 胖虎樂團《反轉未來》[5]
- 2014年 強辯樂團《我的美麗時光》
- 2015年 強辯樂團《在那之前》
- 2016年 胖虎樂團《facelife》（單曲）[6]
- 2019年 體熊專科《Topic 2: 關係 Relationship 》[7]
- 2020年 體熊專科《Topic 3: 瞬間 Moment 》
- 2022年 體熊專科《Topic 4: 時間 Time 》

## 演唱會
| 名稱                                       | 日期          | 地區        | 場地                       | 附註             |
| ------------------------------------------ | ------------- | ----------- | -------------------------- | ---------------- |
| 有什麼好說的 －海狗的午後不插電音樂會      | 2016年9月16日 | 台灣 台北市 | 樹樂集 Treellage Life Cafe | 個人全創作音樂會 |
| 有什麼好說的 －海狗的午後不插電音樂會      | 2016年10月2日 | 台灣 台北市 | 月見ル君想フ               |                  |
| 海狗 Beautiful Time －午後音樂會系列 vol.2 | 2016年12月3日 | 台灣 台北市 | 月見ル君想フ               |                  |

## 影视作品

### 電視劇
- 2006年 住左邊住右邊 第四季《全民拼幸福》（第15集客串）
- 2006年 花樣少年少女（飾演－橋藝社社長）
- 2007年 終極一家（飾演－灸萊）
- 2010年 萌學園之萌騎士傳奇（飾演－謎亞星·斯坦〈智之星〉）
- 2010年 萌學園2聖戰再起（飾演－謎亞星·斯坦〈智之星〉）
- 2011年 萌學園3魔法號令（飾演－謎亞星·斯坦〈智之星〉）
- 2011年 華麗的挑戰（飾演－警衛、米勒）
- 2012年 萌學園4時空戰役（飾演－謎亞星·斯坦〈智之星〉）
- 2012年 終極一班2（飾演－Bass）
- 2013年 萌學園5異界對決（飾演－謎亞星·斯坦〈智之星〉）
- 2014年 神仙·老師·狗 （飾演－麥達麟）
- 2014年 終極X宿舍（飾演－ 灸萊）
- 2014年 喜歡·一個人（飾演－甄志強）
- 2014年 萌學園6復活之戰（飾演－謎亞星·斯坦〈智之星〉）
- 2014年 終極惡女（飾演－凯大）
- 2016年 加油！美玲（飾演－高國慶）
- 2016年 終極一班4（飾演－Bass）

### 電影
- 2016年 萌學園：尋找磐古（飾演－謎亞星·斯坦〈智之星〉）

### 音乐录影带(MV)
- 2012年 黃小琥《對愛期待》
- 2013年 徐若瑄《來愛我啦》
- 2015年 麋先生《麋途》
- 2017年 莊鵑瑛《星之所向》、《此時此刻》
- 2019年 張震嶽《酒鬼》
- 2019年 蕭煌奇《天亮就分手》
- 2020年 體熊專科《With my confession, holding the pieces of crimsoned mind》
- 2020年 體熊專科《Knowing the sadness better, hiding them deeper》
- 2021年 SOWHAT 樂團《入戲》
- 2021年 林采欣《別來有恙》
- 2023年 時不我予 《哭風》

## 节目主持

### 電視節目
| 名 稱      | 播出時間 | 備 註                                |
| 科學偵探團 | 2014年   | 入圍第50屆金鐘獎兒童少年節目主持人獎 |